# متلازمة والكوت راليسون
متلازمة والكوت راليسون هي اضطراب وراثي جسمي متنحي نادر يسبب مرض السكري الذي يبدأ في سن الرضاعة، وخلل التنسج المشاشي المتعدد، وقلة العظام، وتخلف عقلي أو تأخر نمو، وفشل كبدي وكلوي كنتائج سريرية رئيسية. لدى المرضى الذين يعانون من متلازمة والكوت راليسون طفرات في جين EIF2AK3، الذي يشفر عامل بدء الترجمة في حقيقيات النوى 2-ألفا كيناز 3. تشمل أسماء المرض الأخرى خلل التنسج المشاشي المتعدد وداء السكري المبكر. يموت معظم المصابين بهذا المرض قبل سن البلوغ. يموت معظم مرضى متلازمة والكوت راليسون من التهاب الكبد الخاطف أثناء الطفولة. هناك عدد قليل من الحالات المبلغ عنها لهذا المرض. من بين ال 54 عائلة حول العالم التي أبلغت عن حالات متلازمة والكوت راليسون، 22.2% منهم من المملكة العربية السعودية. من بين 23 مريض متلازمة والكوت راليسون في المملكة العربية السعودية، كانت جميع الإصابات باستثناء واحدة نتيجة زواج الأقارب. من الدول الأخرى التي عُثر فيها على حالات متلازمة والكوت راليسون، كوسوفو. هنا، يُعرف السكان الألبانيون أيضًا بزواج الأقارب، لكن كانت هناك بعض الحالات التي شملت مرضى من آباء غير أقارب كانوا حاملين لنفس الأليل الطافر.

## الوراثة
المسبب الرئيسي لهذا المرض المتنحي الجسمي هو طفرات في جين EIF2AK3. يتوضع هذا الجين على الذراع القصيرة للكروموسوم 2. في العائلات التي لا يوجد زواج أقارب بينها، لوحظت طفرات مختلفة في جين EIF2AK3، بما في ذلك الطفرات المغلطة والهرائية. في بعض الحالات للعائلات التي لا يوجد زواج أقارب بينها، نادرًا ما لوحظت طفرات متطابقة.
يرمز الجين EIKF2AK3 لبروتين بيرك (كيناز الشبكة الإندوبلازمية البنكرياسي)، ما يفسر طيف الأعراض. يرتبط بيرك بنشاط خلايا بيتا في البنكرياس. تعد خلايا بيتا ضرورية لتحرير الإنسولين بشكل مناسب في مجرى الدم بعد زيادة الجلوكوز في الدم. هذا الكيناز مطلوب للتحكم في مستويات البروتين في الشبكة الإندوبلازمية ويرتبط بنشاط الريبوسوم. الشبكة الإندوبلازمية هي مركز رئيسي لتخزين ومعالجة البروتينات في كل خلايا الجسم. تتأثر مجموعة واسعة من أجهزة وأعضاء الجسم، بما في ذلك البنكرياس والكلى والكبد والعظام والجهاز العصبي، بسبب استجابة الإجهاد الشديدة للبروتينات المطوية بشكل غير صحيح داخل الشبكة الإندوبلازمية. هذا جزء من السبب الذي يجعل المرضى يعانون من خلل التنسج المشاشي المتعدد وقلة العظام.

## التشخيص
في البداية، يكون مرضى داء السكري من حديثي الولادة أو في مرحلة الطفولة المبكرة مرشحين محتملين للإصابة بمتلازمة والكوت-راليسون. تشمل المظاهر الأخرى خلل التنسج المشاشي المتعدد وقلة العظام والإعاقة الذهنية والفشل الكلوي والكبدي. يمكن إحالة المرضى الذين لديهم مظاهر تشير إلى متلازمة والكوت راليسون للفحص الجيني. الطريقة الرئيسية لاختبار هذا المرض هي الفحص الجيني لوجود طفرات EIKF2AK3. يمكن إجراء التحليل الجيني الجزيئي للمريض والوالدين لفحص وجود الطفرات الموروثة أو الجديدة. يمكن أن تظهر أيضًا ما إذا كان والدا المريض مغايري الزيجوت أو متماثلي الزيجوت للنمط الجيني الطبيعي. يمكن أن تظهر الأشعة السينية عمر العظام بالنسبة إلى العمر الفعلي. في مرضى متلازمة والكوت راليسون النموذجي، يكون عمر العظام أقل ببضع سنوات من العمر الزمني. خمول الغدة الدرقية نادر الحدوث لدى مرضى متلازمة والكوت راليسون لكنه ممكن.

## العلاجات
الطريقة الأكثر شيوعًا لضبط فرط سكر الدم والسكري هي عن طريق مضخة الإنسولين. في حال الرضع والأطفال الصغار للغاية يفضل الإنسولين طويل المفعول مثل لارجين و ليفيمير لمنع نقص سكر الدم المتكرر. بمجرد تشخيص متلازمة متلازمة والكوت راليسون، يجب وضع خطط العلاج بالإضافة إلى الفحوصات المتكررة لمراقبة وظائف الكلى والكبد وضبط العلاج بالإنسولين. في الحالات القليلة التي يحدث فيها خمول الغدة الدرقية، يمكن العلاج بهرمون الثيروكسين، بهدف الحفاظ على تراكيز طبيعية لهرمون منبه الدرقية (ثيروتروبين).